# Перель, Александр Семёнович
Алекса́ндр Семёнович Пере́ль (1895, Симферополь — 1972, Москва) — советский спортивный журналист, исследователь футбола.

## Биография
Александр Перель родился в 1895 году в городе Симферополь.
Работал журналистом в газетах «Труд» и «Красная звезда». Также публиковался в газетах «Комсомольская правда» и «Советский спорт», еженедельнике «Футбол».
Был одним из основоположников советской футбольной истории и статистики, начав эту работу в 1930-е годы. Вёл систематические подсчёты результатов команд и личной статистики футболистов, обобщал данные о развитии футбола в СССР. В начале 1960-х годов был одним из сторонников участия советских команд в еврокубках.
В 1959—1972 годах входил в состав президиума и ряда комиссий Федерации футбола СССР.
Умер в 1972 году в Москве. Похоронен на Новом Донском кладбище в Москве.